# Бвилим
Бвилим (также мвана, мвона, мвано, мона, мвомо, фитилай; англ. bwilim, mwana, mwona, mwano, mona, mwomo, fitilai; самоназвание: bwilǝ́m) — адамава-убангийский диалект, или язык, распространённый в восточных районах Нигерии (штаты Гомбе и Адамава). Входит в состав кластера дикака ветви ваджа-джен подсемьи адамава. Наиболее близким для него является диалект (или язык) диджим.
Численность говорящих на диалекте бвилим по данным 1968 года составляла 4282 человека, чуть более половины от всего числа носителей идиомов кластера дикака (общая численность — 7545 человек), по данным 1989 года общее число говорящих на диалектах бвилим и диджим составило около 25 000 человек.

## О названии
Самоназвание диалекта бвилим — bwilǝ́m, самоназвание этнической общности бвилим — níi bwilí (в единственном числе), bwilǝ́m (во множественном числе). Известен также локальный вариант названия диалекта бвилим — «фитилай» (fitilai) — по наименованию одного из селений в ареале бвилим. На языке хауса название диалекта бвилим звучит как «мвона» (mwona) с такими вариантами этого лингвонима как «мвана» (mwana), «мвано» (mwano), «мона» (mona) и «мвомо» (mwomo).

## Классификация
Идиом бвилим входит в состав кластера дикака. Помимо него в данный кластер включается язык/диалект диджим. Языки/диалекты объединения дикака являются частью подгруппы чам-мона группы ваджа ветви ваджа-джен подсемьи адамава адамава-убангийской семьи.
Идиомы кластера дикака, бвилим и диджим, чаще всего рассматриваются как диалекты (диалектный пучок). В частности, они представлены как диалекты в классификации адамава-убангийских языков, опубликованной в справочнике языков мира Ethnologue; в классификации адамава-убангийских языков, рассматриваемых в работах британского лингвиста Р. Бленча An Atlas of Nigerian Languages и The Adamawa Languages, а также в классификации, опубликованной в базе данных по языкам мира Glottolog. Как самостоятельные близкородственные языки идиомы кластера дикака отмечены в перечне языков подгруппы вийяа, предложенной Р. Бленчем в статье The Wiyaa group, а также в классификации Дж. Гринберга, опубликованной, в частности, в статье В. А. Виноградова «Адамауа-восточные языки» в лингвистическом энциклопедическом словаре.